# Dorje Tsangpo
Dorje Tsangpo  (1491-1554) was een Tibetaans geestelijke.
Hij was de zeventiende Ganden tripa van 1539 tot 1546 en daarmee de hoofdabt van het klooster Ganden en hoogste geestelijke van de gelugtraditie in het Tibetaans boeddhisme.